# لورانس روس
لورانس روس (بالإنجليزية: Lawrence Ross)‏ (20 فبراير 1966، لوس أنجلوس في الولايات المتحدة)؛ روائي أمريكي.